# Liste des Premiers ministres de Côte d'Ivoire
Le tableau ci-dessous rencense les Premiers ministres de Côte d'Ivoire depuis 1990.
| Nom | Nom                      | Nom                                | Gouvernements et dates | Gouvernements et dates              | Parti                              | Législature (élection) | Président (dates du mandat) | Président (dates du mandat)        |
| --- | ------------------------ | ---------------------------------- | ---------------------- | ----------------------------------- | ---------------------------------- | ---------------------- | --------------------------- | ---------------------------------- |
|     | Alassane Ouattara        |                                    | •                      | 7 novembre 1990 - 9 décembre 1993   | PDCI                               | VIe (1990)             |                             | Félix Houphouët-Boigny (1960–1993) |
|     | Daniel Kablan Duncan     |                                    | 1                      | 15 décembre 1993 - 22 novembre 1995 | PDCI                               | VIe (1990)             |                             | Henri Konan Bédié (1993–1999)      |
| 2   | Daniel Kablan Duncan     | 25 novembre 1995 - 11 août 1998    | VIIe (1995)            |                                     | PDCI                               |                        |                             | Henri Konan Bédié (1993–1999)      |
| 3   | Daniel Kablan Duncan     | 11 août 1998 - 24 décembre 1999    | VIIe (1995)            |                                     | PDCI                               |                        |                             | Henri Konan Bédié (1993–1999)      |
|     | Seydou Diarra            |                                    | VIIe (1995)            | 1                                   | 24 décembre 1999 - 26 octobre 2000 | Indépendant            |                             | Robert Guéï (1999-2000)            |
|     | Pascal Affi N'Guessan    |                                    | 1                      | 30 octobre 2000 - 10 décembre 2000  | FPI                                | Ire (2000)             |                             | Laurent Gbagbo (2000-2011)         |
| 2   | Pascal Affi N'Guessan    | 10 décembre 2000 - 5 août 2002     |                        |                                     | FPI                                | Ire (2000)             |                             | Laurent Gbagbo (2000-2011)         |
| 3   | Pascal Affi N'Guessan    | 5 août 2002 - 1er octobre 2002     |                        |                                     | FPI                                | Ire (2000)             |                             | Laurent Gbagbo (2000-2011)         |
| 4   | Pascal Affi N'Guessan    | 1er octobre 2002 - 10 février 2003 |                        |                                     | FPI                                | Ire (2000)             |                             | Laurent Gbagbo (2000-2011)         |
|     | Seydou Diarra            |                                    | 2                      | 10 février 2003 - 4 décembre 2005   | Indépendant                        | Ire (2000)             |                             | Laurent Gbagbo (2000-2011)         |
|     | Charles Konan Banny      |                                    | 1                      | 4 décembre 2005 - 16 septembre 2006 | PDCI                               | Ire (2000)             |                             | Laurent Gbagbo (2000-2011)         |
| 2   | Charles Konan Banny      | 16 septembre 2006 - 4 avril 2007   |                        |                                     | PDCI                               | Ire (2000)             |                             | Laurent Gbagbo (2000-2011)         |
|     | Guillaume Soro           |                                    | 1                      | 4 avril 2007 - 23 février 2010      | Indépendant                        | Ire (2000)             |                             | Laurent Gbagbo (2000-2011)         |
| 2   | Guillaume Soro           | 23 février 2010 - 6 décembre 2010  |                        |                                     | Indépendant                        | Ire (2000)             |                             | Laurent Gbagbo (2000-2011)         |
|     | Gilbert Marie N'gbo Aké  |                                    | •                      | 7 décembre 2010 - 11 avril 2011     | Indépendant                        | Ire (2000)             |                             | Laurent Gbagbo (2000-2011)         |
|     | Guillaume Soro           |                                    | 3                      | 11 avril 2011 - 23 mai 2011         | RDR                                | Ire (2000)             |                             | Alassane Ouattara (2011-)          |
| 4   | Guillaume Soro           | 23 mai 2011 - 13 mars 2012         | IIe (2011)             |                                     | RDR                                |                        |                             | Alassane Ouattara (2011-)          |
|     | Jeannot Kouadio-Ahoussou |                                    | IIe (2011)             | •                                   | 13 mars 2012 - 21 novembre 2012    | PDCI                   |                             | Alassane Ouattara (2011-)          |
|     | Daniel Kablan Duncan     |                                    | IIe (2011)             | 4                                   | 21 novembre 2012 - 10 janvier 2017 | PDCI                   |                             | Alassane Ouattara (2011-)          |
|     | Amadou Gon Coulibaly     |                                    | 1                      | 10 janvier 2017 - 4 juillet 2018    | RDR                                | Ire (2016)             |                             | Alassane Ouattara (2011-)          |
| 2   | Amadou Gon Coulibaly     | 4 juillet 2018 - 3 octobre 2019    |                        |                                     | RDR                                | Ire (2016)             |                             | Alassane Ouattara (2011-)          |
| 3   | Amadou Gon Coulibaly     | 3 octobre 2019 - 8 juillet 2020    |                        |                                     | RDR                                | Ire (2016)             |                             | Alassane Ouattara (2011-)          |
| 3   |                          | Hamed Bakayoko                     |                        | 8 juillet 2020 - 10 mars 2021       | RHDP                               | Ire (2016)             |                             | Alassane Ouattara (2011-)          |
|     | Patrick Achi             |                                    | 1                      | 10 mars 2021 - 20 avril 2022        | RHDP                               | IIe (2021)             |                             | Alassane Ouattara (2011-)          |
| 2   | Patrick Achi             | 20 avril 2022 - 17 octobre 2023    |                        |                                     | RHDP                               | IIe (2021)             |                             | Alassane Ouattara (2011-)          |
|     | Robert Beugré Mambé      |                                    | •                      | depuis le 17 octobre 2023           | RHDP                               | IIe (2021)             |                             | Alassane Ouattara (2011-)          |

## Records
- Mandat le plus long : Daniel Kablan Duncan (6 ans et 9 jours)
- Mandat le plus court : Gilbert Marie N'gbo Aké (4 mois et 4 jours)
- Premier ministre le plus âgé au début du mandat : Seydou Diarra (67 et 70 ans)
- Premier ministre le plus âgé à la fin du mandat : Seydou Diarra (67 et 72 ans)
- Premier ministre le plus jeune au début du mandat : Guillaume Soro (35 ans)
- Premier ministre le plus jeune à la fin du mandat : Guillaume Soro (39 ans)
- Premier ministre ayant vécu le plus longtemps : Seydou Diarra (86 ans)
- Premier ministre ayant vécu le moins longtemps : Hamed Bakayoko (56 ans)
- Anciens Premiers ministres encore vivants : Alassane Ouattara, Daniel Kablan Duncan, Pascal Affi N'Guessan, Guillaume Soro, Jeannot Ahoussou-Kouadio, Gilbert Marie N'gbo Aké